# Wilhelm Jeppe
Wilhelm Jeppe (* 28. Februar 1900 in Wilmersdorf; † 21. Juli 1978) war ein nationalsozialistischer Funktionsträger im Rang eines SS-Oberführers.
Wilhelm Jeppe trat zum 4. November 1925 der NSDAP (Mitgliedsnummer 21.936) und im selben Jahr der SS bei (SS-Nummer 679). Über die Stufen Obersturmbannführer und Standartenführer stieg Jeppe bis zum SS-Oberführer auf. Als solcher wurde er am 20. April 1936 ernannt. Damals war er im Stab des SS-Oberabschnitts „Nordost“ tätig.
Jeppe war Verwaltungsleiter in verschiedenen SS-Abschnitten, darunter ab 1940 auch im besetzten Polen und später in der UdSSR.

## Auszeichnungen
- SS-Ehrendegen
- SS-Ehrenring